# Komatsu
Komatsu (小松市 -shi) é uma cidade japonesa localizada na província de Ishikawa.
Em 2003 a cidade tinha uma população estimada em 108 704 habitantes e uma densidade populacional de 292,90 h/km². Tem uma área total de 371,13 km².
Recebeu o estatuto de cidade a 1 de dezembro de 1940.
Komatsu é a segunda maior cidade da província de Ishikawa.